# Eyedea

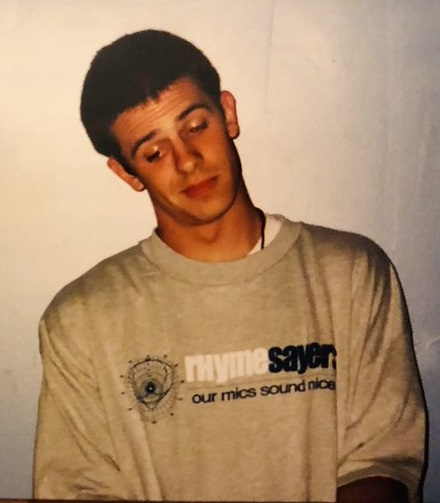
Eyedea

Micheal Larsen (* 9. November 1981 in  Saint Paul, Minnesota, USA; † 16. Oktober 2010), Künstlername Eyedea, war ein US-amerikanischer Freestyle‐ und Undergroundrapper.
Nach einigen Erfolgen in der Freestyle-Szene in den USA und der Zusammenarbeit mit Atmosphere entstanden zahlreiche Aufnahmen, an denen Larsen teilhatte. Sein Hauptwerk besteht aus der Zusammenarbeit mit dem US-amerikanischen DJ DJ Abilities (Gregory Keltgen) als Eyedea & Abilities, deren erstes Album First Born 2001 veröffentlicht wurde.
Eyedea war Mitglied der Improvisations-Jazzgruppe Face Candy, zusammen mit Rapper Kristoff Krane, Bassist Casey O’Brien und Drummer J.T Bates, sowie der Rapgruppe The Orphanage zusammen mit Aesop Rock, Illogic, Blueprint und Slug.
Er starb am 16. Oktober 2010 an einer Drogenüberdosis. Beinahe alle seine Alben wurden bei Rhymesayers Entertainment veröffentlicht.

## Diskographie (Auszug)
Alben
- First Born (2001) (mit DJ Abilities, als Eyedea & Abilities)
- The Many Faces of Oliver Hart (2001) (als Oliver Hart)
- E&A (2004) (Eyedea & Abilities)
- This Is Where We Were (2006) (mit Face Candy)
- By The Throat (2009) (Eyedea & Abilities)
- Waste Age Teenland (2011) (Face Candy)
- Grand's Sixth Sense (2011) (mit DJ Abilities, als Sixth Sense, aufgenommen in den Neunzigern)

EPs
- The Whereabouts of Hidden Bridges (2000) (mit Oddjobs)
- The Some of All Things, or: The Healing Power of Scab Picking (2006) (mit Carbon Carousel)
- Duluth Is the Truth (2009) (Neuauflage als Freestyles (2010))
- When in Rome, Kill the King (2010) (als Micheal Larsen)

Mixtapes
- E&A Road Mix (2003) (Eyedea & Abilities)